# Lisa Westerhof
Lisa Laetitia Westerhof (De Bilt, 2 de noviembre de 1981) es una deportista neerlandesa que compitió en vela en las clases Optimist y 470. 
Participó en dos Juegos Olímpicos de Verano, en los años 2004 y 2012, obteniendo una medalla de bronce en Londres 2012, en la clase 470 (junto con Lobke Berkhout).
Ganó cuatro medallas en el Campeonato Mundial de 470 entre los años 2002 y 2012, y dos medallas de bronce en el Campeonato Europeo de 470, en los años 1999 y 2002. Además, obtuvo una medalla de oro en el Campeonato Mundial de Optimist de 1996.

## Palmarés internacional
| Campeonato Mundial | Campeonato Mundial    | Campeonato Mundial | Campeonato Mundial |
| Año                | Lugar                 | Medalla            | Clase              |
| ------------------ | --------------------- | ------------------ | ------------------ |
| 1996               | Langebaan (Sudáfrica) | Medalla de oro     | Optimist           |

| Juegos Olímpicos   | Juegos Olímpicos       | Juegos Olímpicos  | Juegos Olímpicos |
| Año                | Lugar                  | Medalla           | Clase            |
| ------------------ | ---------------------- | ----------------- | ---------------- |
| 2012               | Londres (Reino Unido)  | Medalla de bronce | 470              |
| Campeonato Mundial |                        |                   |                  |
| Año                | Lugar                  | Medalla           | Clase            |
| 2002               | Cagliari (Italia)      | Medalla de plata  | 470              |
| 2009               | Rungsted (Dinamarca)   | Medalla de oro    | 470              |
| 2010               | La Haya (Países Bajos) | Medalla de oro    | 470              |
| 2012               | Barcelona (España)     | Medalla de bronce | 470              |
| Campeonato Europeo |                        |                   |                  |
| Año                | Lugar                  | Medalla           | Clase            |
| 1999               | Zadar (Croacia)        | Medalla de bronce | 470              |
| 2002               | Tallin (Estonia)       | Medalla de bronce | 470              |